# Principe du cassis de Dijon en Suisse
Pour les articles homonymes, voir Cassis de Dijon.

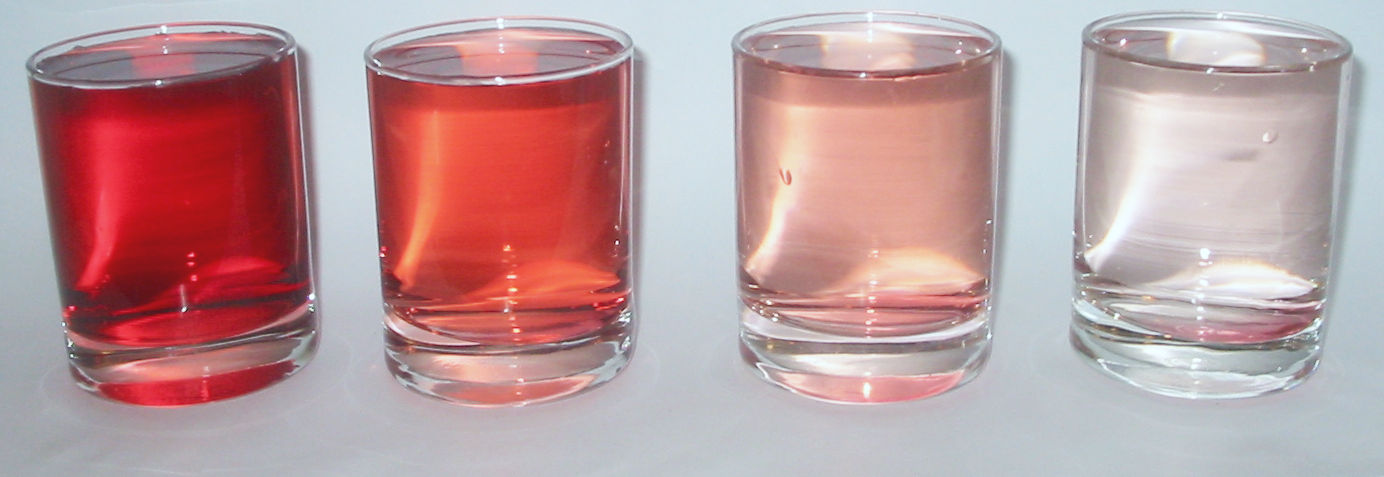
Sirop de grenadine, différentes dilutions. Les sirops de fruits de qualité suisse doivent contenir au moins 30 % de fruits. Depuis 2010, les commerces suisses peuvent vendre sous l'appellation « sirop » des produits aux normes européennes, contenant 10 % de fruits seulement : un exemple des baisses de qualité consécutives à l'adaptation du droit suisse au principe du cassis de Dijon.

Le principe du cassis de Dijon en Suisse consiste en une série de dispositions de la loi fédérale sur les entraves techniques au commerce, introduites en 2010 et inspirées du principe de reconnaissance mutuelle du droit européen.
Dans le cadre de la stratégie globale poursuivie par le Conseil fédéral depuis les années 1990 visant à réduire les entraves techniques au commerce et, ainsi, à faciliter les échanges commerciaux internationaux, la Suisse a volontairement et unilatéralement repris dans sa législation (avec certaines adaptations) le principe de droit européen dit « cassis de Dijon », énoncé ci-dessous. Cette reprise, entrée en vigueur en 2010 et soutenue par la grande majorité des cantons, était censée provoquer une baisse des prix. Le bilan de la première année d'application est néanmoins plutôt négatif : non seulement la Suisse reste un « îlot de cherté » mais des produits de moindre qualité peuvent aussi désormais porter des appellations autrefois réservées à des articles haut de gamme et des aliments présentant des taux de pesticides supérieurs aux limites suisses ont été vendus dans les supermarchés.

## Contexte
La libre circulation des marchandises est l’un des fondements du marché intérieur de la CE. Elle n'est réalisable que si les obstacles juridiques ainsi que les entraves techniques sont écartés.
En ce qui concerne la lutte contre les entraves techniques, le droit européen distingue deux groupes de produits : les produits du domaine harmonisé et les produits du domaine non harmonisé. Dans le premier, la CE édicte des directives (qui ne sont pas des recommandations mais bien des règles impératives) contenant des prescriptions techniques à transposer dans le droit national des États membres. Ces derniers doivent dans ce cadre assurer l'uniformité matérielle des règles applicables au produits à l’échelle du marché intérieur (domaine dit harmonisé). Depuis 1985, les directives ne contiennent généralement que les règles essentielles et renvoient aux normes pour les détails. On appelle cela la « nouvelle approche ». Là où la nouvelle approche n'est pas adaptée, la CE édicte des règlements (directement applicables, sans transposition) et rend des décisions.
C'est dans le domaine non harmonisé que s'applique le principe de la reconnaissance mutuelle, dit « principe du cassis de Dijon », formulé à la suite d'un arrêt de la CJCE. Ainsi, les États membres sont tenus d’accepter sur leur territoire national les produits fabriqués ou mis légalement sur le marché dans un autre État membre de la CE, dans les domaines qui ne sont pas harmonisés, ou alors que partiellement.
La Suisse n'étant pas membre de l'UE ni de l'EEE, elle n'est pas soumise au droit européen et n'a aucune obligation de s'adapter à l'évolution du droit européen, contrairement aux autres États de l'AELE.

## Reprise du principe par la Suisse

### Travaux d'harmonisation avant 2004
À partir des années 90, le Conseil fédéral œuvre de deux manières à la suppression des entraves techniques au commerce avec la Communauté européenne (CE) : premièrement, à travers l’harmonisation autonome des prescriptions suisses avec le droit communautaire et, deuxièmement, par la signature d’accords internationaux sur l'accès réciproque au marché. Ceux-ci comprennent les deux accords conclus avec la CE, dans le cadre des « Bilatérales I », portant sur la reconnaissance mutuelle en matière d'évaluation de la conformité et sur l'échange de produits agricoles. Le Conseil fédéral s'appuie ce faisant sur la loi fédérale sur les entraves techniques au commerce (LETC), qui lui délègue les compétences nécessaires,

### Postulat Leuthard

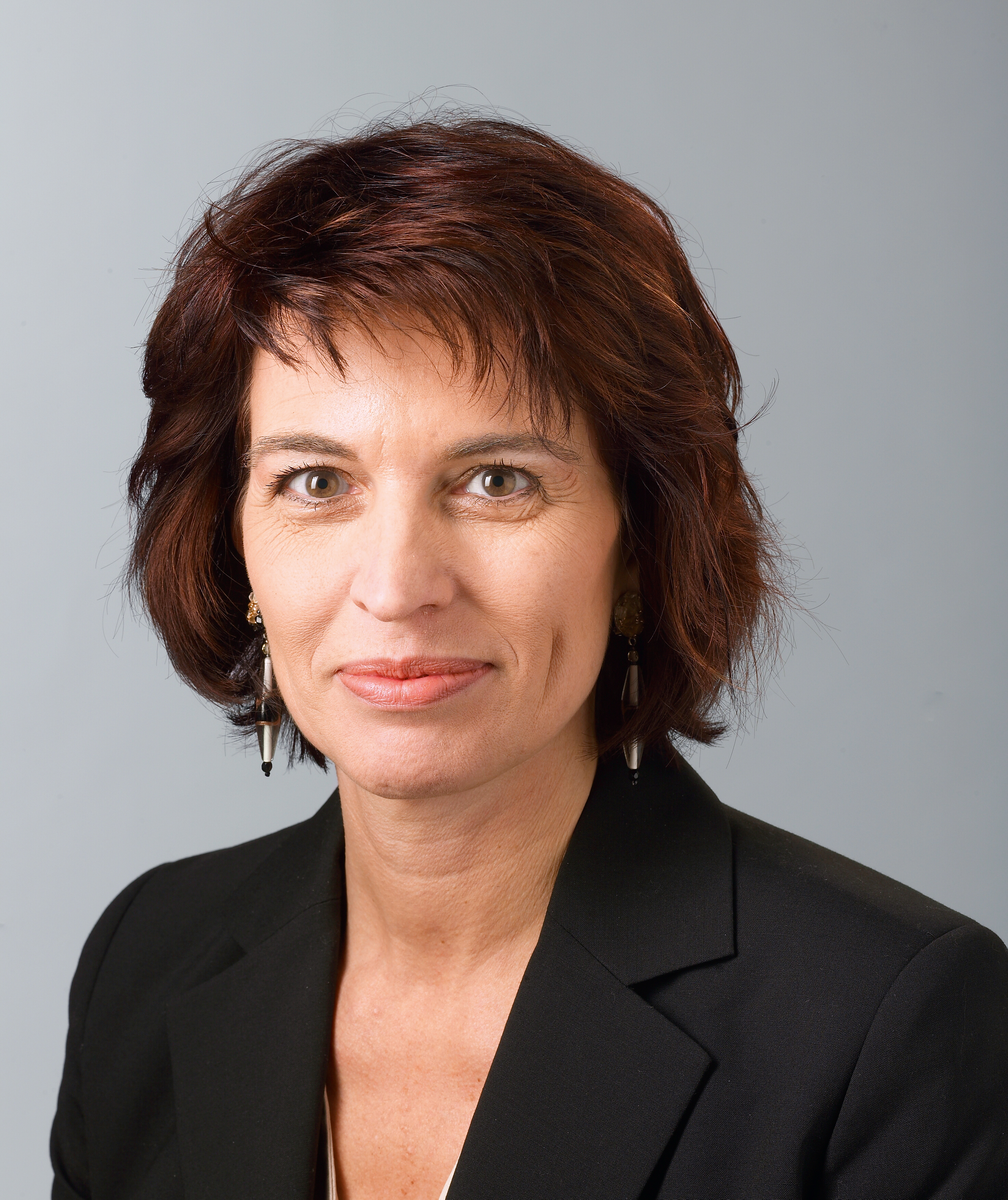
Doris Leuthard

En 2004, Doris Leuthard, alors Conseillère nationale, dépose un postulat intitulé « Principe du "cassis de Dijon" ». Elle y demande au Conseil fédéral de présenter un rapport sur trois thèmes :
- les effets prévisibles de l'introduction du principe du « cassis de Dijon » en Suisse
- la meilleure option entre application unilatérale et réciprocité
- la différence entre les normes techniques suisses et celles de l'UE

Ce postulat est motivé par différents problèmes, tous liés à ce qu'on appelle l'« îlot de cherté suisse ». L'idée est que la suppression des entraves techniques à l'importation entraînerait une baisse des prix, puisque les différences entre les normes empêchent l'importation directe de produits étrangers, incompatibles avec les standards suisses. Elle cite l'exemple des réfrigérateurs encastrables, dont les dimensions sont différentes en Suisse et en Allemagne, ainsi que les prescriptions relatives à l'étiquetage.
Le postulat est accepté mais le Conseil fédéral prévient d'emblée que l'adoption dudit principe risque de n'avoir que peu d'effet sur les prix, compte tenu de l'avancement des démarches d'harmonisation en cours depuis 1995.

### Rapport du Conseil fédéral

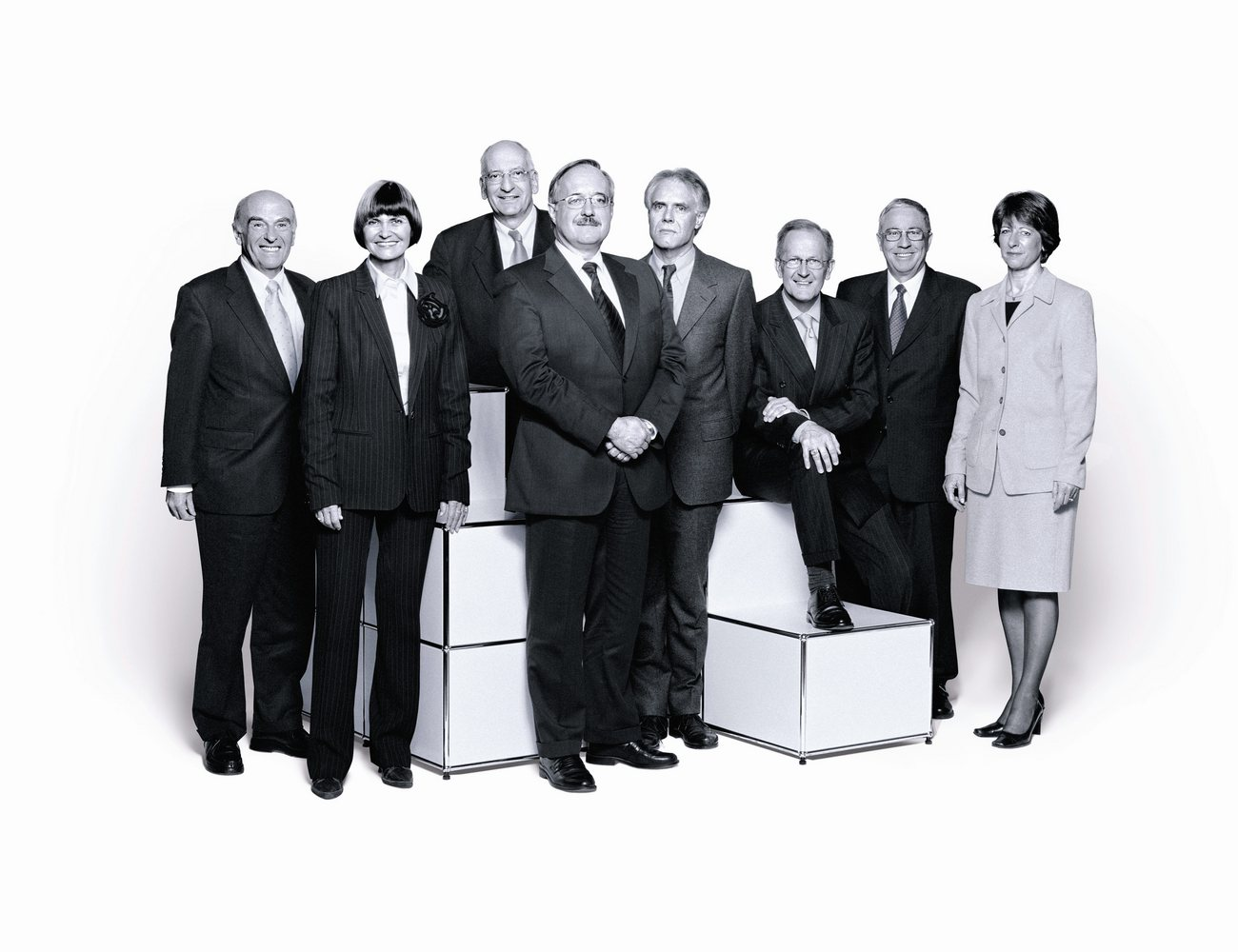
Le Conseil fédéral en 2005. De g. à d. : Hans-Rudolf Merz, Micheline Calmy-Rey, Pascal Couchepin, Samuel Schmid, Moritz Leuenberger, Joseph Deiss, Christoph Blocher et la Chancelière Annemarie Huber-Hotz

Le 23 septembre 2005, le Conseil fédéral approuve le rapport faisant suite au postulat de Doris Leuthard. Résumé :
La stratégie principale à poursuivre est l'harmonisation des dispositions suisses sur les produits avec celles de la CE.
Les domaines pour lesquels le droit communautaire prescrit une évaluation de la conformité des produits par un organisme indépendant ou une autorisation étatique doivent, dans l’intérêt de l’industrie d’exportation suisse, rester régis par des accords internationaux, basés sur le principe de la réciprocité.
Là où une harmonisation n'est pas possible, l'application du principe du cassis de Dijon serait profitable. La LETC devra être révisée à cet effet.
Conséquences positives attendues : 
- dynamisation de la concurrence en Suisse,
- réduction des coûts pour les entreprises et les consommateurs, et
- efficacité supérieure de la loi sur les cartels[10], notamment.

Selon le Conseil fédéral, le principe du cassis de Dijon devrait par exemple s'appliquer aux produits de construction, aux biens alimentaires ou encore aux vélos.
Les producteurs suisses pourront mettre leurs produits sur le marché suisse aux mêmes conditions que leurs concurrents européens si ces produits sont aussi exportés dans la CE (règle de non-discrimination des producteurs suisses). Sinon, les produits seront exclusivement soumis aux prescriptions suisses.

### Consultation et projet
C'est le Secrétariat d'État à l'économie (SECO) qui est chargé de préparer le projet de révision de la LETC. La procédure de consultation est lancée fin 2006. Une liste de toutes les divergences entre les prescriptions techniques suisses et le droit en vigueur dans la CE est établie. Les cantons, les partis politiques mais aussi les principaux acteurs de l'économie et les plus grands distributeurs actifs sur le marché suisse sont invités à prendre position.
Soutiennent notamment le projet : le PEV, PCS, le PDC, le PRD, le PS, Les Verts, 22 cantons, la CGN, electrosuisse, Swissmem, Économiesuisse, l'USS, la FRC, Coop, Denner, Migros, Gastrosuisse, hotelleriesuisse, Interpharma, Nestlé Suisse et la Société Suisse des Entrepreneurs. Certaines des entreprises précitées demandent des mesures supplémentaires. Nestlé affirme que « s’il fallait revoir à la baisse les normes (minimales) prescrites par l’État, les différents acteurs se focaliseraient davantage sur les besoins réels des consommateurs dans le cadre de la définition des normes de qualité ».
S'opposent notamment au projet : Le canton de Vaud (qui critique l'absence de réciprocité et appelle à faire preuve de prudence), l’UDC (qui fait de la réciprocité une condition sine qua non et demande l’ouverture de négociations ; elle estime aussi que le projet discriminerait les producteurs suisses), l’Union suisse des paysans et plusieurs associations du secteur agricole et viticole, des associations des arts et métiers, l'Union suisse des détaillants, l'ASCOPA, le Centre patronal et Promarca.
Le Conseil fédéral soumet le projet aux Chambres le 25 juin 2008. Après délibérations, l'Assemblée fédérale arrête le texte final le 12 juin 2009 et fixe le délai référendaire au 1er octobre suivant.

### Échec du référendum

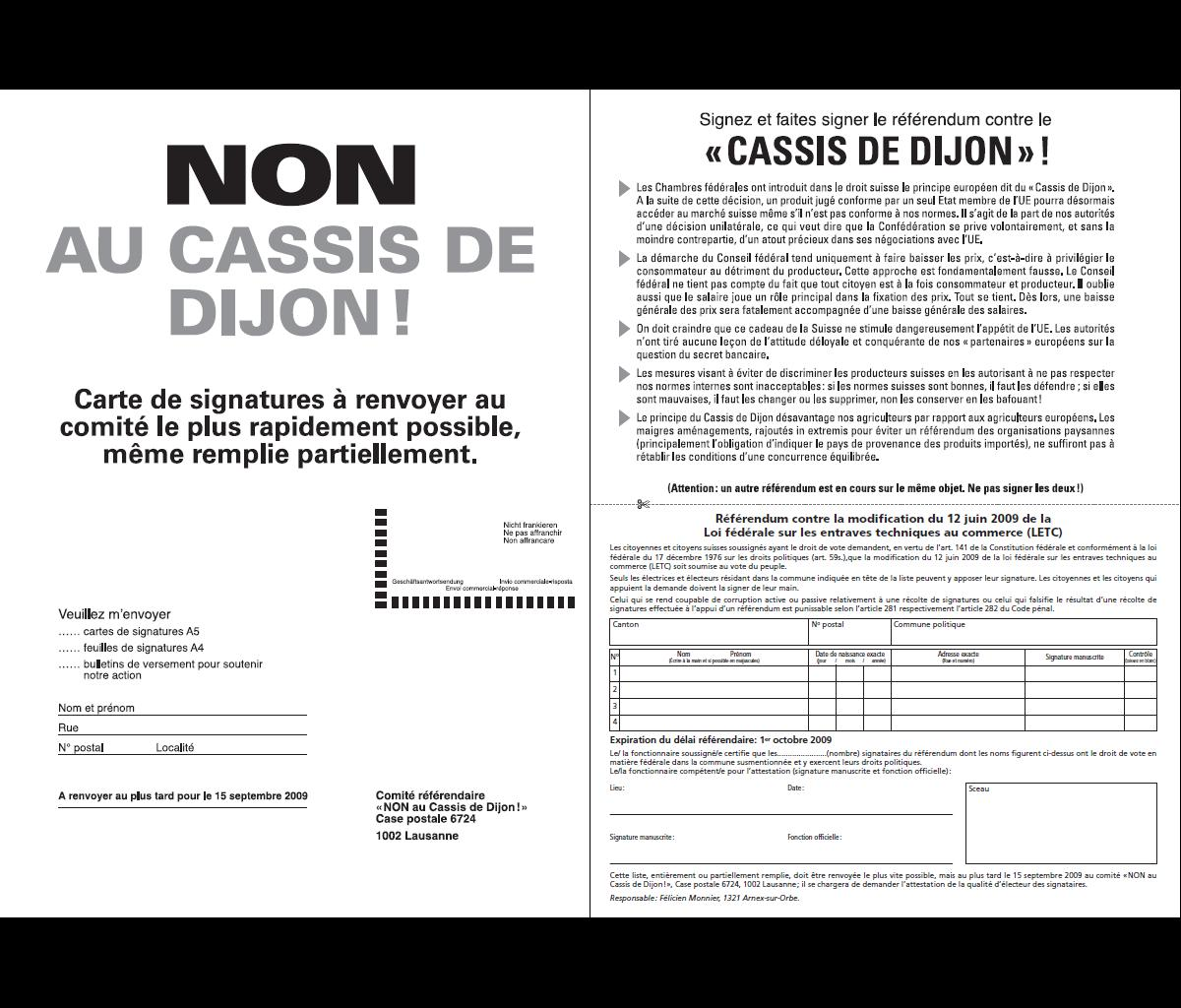
Carte de récolte de signatures de la Ligue vaudoise en vue d'un référendum anti-cassis de Dijon (recto-verso)

Deux groupes s'activent en parallèle à récolter des signatures en vue d'un référendum : l'un mené par le comité de « La Vrille », une association viticole, et l'autre par la Ligue vaudoise. Selon les opposants, l'extension du principe « cassis de Dijon » à la Suisse réduit à néant la volonté d'excellence des producteurs suisses et offre un accès facilité aux producteurs asiatiques ou autres. Ils sont soutenus par l'UDC, qui estime que la révision affaiblit la place économique suisse, désavantage les producteurs suisses, abaisse les standards de qualité suisses et provoquera finalement la perte d'emplois, ainsi que par les Verts, d'après lesquels le principe du cassis de Dijon pourrait notamment nuire aux standards élevés de la production suisse en matière de qualité et de protection de l’environnement.
La récolte de signatures est un échec (45 000 signatures au lieu des 50 000 requises). Les référendaires mettent celui-ci sur le compte de la complexité du sujet : les citoyens peineraient à comprendre les mécanismes de fonctionnement de la révision votée par le Parlement, tout ce qu'ils auraient compris étant qu'elle permettrait de faire baisser les prix. Des observateurs signalent toutefois que les opposants au projet n'auraient pas fait preuve d'un grand engagement en faveur de cette cause, qui ne serait que secondaire à leurs yeux. De plus, l’Union suisse des paysans ainsi que de nombreuses associations agricoles cantonales n'ont pas apporté leur aide, bien que l'un des buts du référendum soit justement de protéger l'agriculture suisse.
La révision entre en vigueur le 1er juillet 2010.

## Règles suisses
La mise sur le marché de produits reste avant tout régie par les prescriptions techniques suisses figurant dans les lois sectorielles de la Confédération. Elle peut aussi être réglée par un accord international. L’application unilatérale du principe « Cassis de Dijon » à certaines importations de la CE ou de l’EEE offre un moyen supplémentaire d’accès au marché : dans les domaines où les prescriptions techniques suisses ne sont pas harmonisées avec celles de la CE, les produits peuvent, à certaines conditions, être vendus en Suisse même si les prescriptions techniques suisses ne sont pas entièrement satisfaites.
Les règles en la matière se trouvent au Chapitre 3a de la LETC, « Mise sur le marché de produits fabriqués conformément à des prescriptions techniques étrangères ». Le principe lui-même est inscrit à l'art. 16a : 
- Les produits peuvent être mis sur le marché s'ils satisfont soit aux prescriptions techniques de la CE soit, en l'absence de prescriptions communautaires ou si celles-ci sont incomplètes, aux prescriptions techniques d’un État membre de la CE ou de l’EEE, pour autant qu'ils soient déjà légalement sur le marché de l’État en question (alinéa 1).
- Le principe est inapplicable dans certains domaines (alinéa 2).
- Le Conseil fédéral peut en outre exclure son application à certains produits en réponse à une entrave injustifiée faite à la mise sur le marché de produits suisses dans la CE, l'EEE ou un État membre (alinéa 3).